# Aldeia do Bispo (Penamacor)
Aldeia do Bispo is een plaats (freguesia) in de Portugese gemeente Penamacor en telt 748 inwoners (2001).